# Biologiczny okres półtrwania
Biologiczny okres półtrwania, t1/2,  t0,5, t50% – okres półtrwania rozważany z punktu widzenia farmakokinetyki, czyli czas, w którym stężenie leku we krwi, surowicy lub osoczu zmniejszy się do połowy wartości początkowej, po zakończeniu fazy wchłaniania i dystrybucji. Wyrażony jest w jednostce czasu. Im wyższa wartość t0,5, tym lek jest wolniej usuwany z organizmu.
Biologiczny okres półtrwania najczęściej analizowany jest w fazie eliminacji. Pozwala to między innymi na sprecyzowanie dawkowania leku. Wartość okresu półtrwania można obliczyć dla każdego procesu, który można scharakteryzować za pomocą stałej szybkości (okres półtrwania w fazie dystrybucji, absorpcji lub w przestrzeni docelowej).
Biologiczny okres półtrwania w fazie eliminacji (t0,5Kel) obliczany jest na podstawie stałej szybkości eliminacji (Kel). Po średnim czasie przebywania leku w organizmie (MRT) jest jednym z podstawowych parametrów ilustrujących kinetykę eliminacji substancji z organizmu.
Jego wartość jest stała (nie zależy od stężenia maksymalnego) dla kinetyki liniowej (pierwszego rzędu), natomiast w procesach zerowego rzędu wartość t0,5 przedłuża się wraz ze wzrostem stężenia maksymalnego.